# 皮性鎬
皮 性鎬（ピ・ソンホ、朝鮮語: 피성호、生年不明 - 1927年11月8日）は、大韓帝国と日本統治時代の朝鮮の軍人、朝鮮総督府中枢院参議。本籍は咸鏡北道鍾城郡行営洞。

## 生涯
1904年7月7日に大韓帝国陸軍歩兵参尉に任官され、同月16日に鎮衛隊第5連隊第3大隊に配属された。1905年4月18日から1906年1月16日まで陸軍研成学校に勤め、1907年に軍隊解散のため参尉を退いた。1915年から1920年まで咸鏡北道の道参事を勤め、その間に日本政府から大正大礼記念章を授与された。その後は鍾城郡を中心に活動し、1924年4月27日から1927年4月26日まで中枢院の参議を務め、この間1924年10月1日から10月19日まで開かれた北鮮連絡地方物産共進会では出品の代表を務めた。1927年に参議の職を退き、正七位に叙位され、まもなく死亡した。

## 死後の評価
2002年に発表された親日派708人名簿と2008年に公開された民族問題研究所の親日人名辞典収録予定者名簿にすべて含まれた。 2007年、大韓民国政府系の親日反民族行為真相糾明委員会が発表した親日反民族行為者195人名簿にも含まれている。